# Глазачи (Псковская область)
Глазачи — деревня в Карамышевской волости Псковского района Псковской области России.
Расположена в 10 км к востоку от села Карамышево и в 44 км к востоку от центра города Пскова.
Численность населения деревни по состоянию на 2000 год составляла 13 человек.